# Petelia albopunctata
Petelia albopunctata là một loài bướm đêm trong họ Geometridae.